# CD Málaga
Club Deportivo Málaga (wym. /ˈmalaɰa/) – hiszpański klub piłkarski, z siedzibą w mieście Malaga. Został założony w 1904 roku, a po 69 latach, 27 lipca 1992 został rozwiązany.

## Historia
Chronologia nazw:
- 1904: Málaga Foot-Ball Club
- 09.02.1923: Real Málaga Foot-Ball Club
- 193?: Málaga Sport Club
- 1933: Club Deportivo Malacitano
- 1941: Club Deportivo Málaga

Klub Málaga Foot-Ball Club założony został w 1904 roku. W 1912 roku pojawił się miejski rywal FC Malagueño. Poprzez sponsoring króla Alfonsa XIII klub postanowił zmienić nazwę na Real Málaga Foot-Ball Club. W sezonie 1929/30 dwa rywalizujące kluby stały się członkami założycielami Tercera División. Na początku lat 30. XX wieku klub ponownie zmienił nazwę, tym razem na Málaga Sport Club. 22 marca 1933 roku dwa najbardziej znane i rywalizujące między sobą kluby miasta i rywale (Málaga Sport Club i Fútbol Club Malagueño) połączyły się, tworząc Club Deportivo Malacitano. W sezonie 1934/35 nowy zespół zadebiutował w Segunda División, po powiększeniu ilości drużyn z 10 do 24 zespołów. Ponieważ po wojnie domowej w Hiszpanii reżim Franco zakazał stosowania zagranicznych komponentów we wszystkich klubach sportowych i ich nazwach, dlatego 19 lipca 1941 roku nastąpiła zmiana nazwy klubu na Club Deportivo Málaga.
W 1948 klub przejął juniorski klub CD Santo Tomás i przekształcił go w swoją rezerwową drużynę o nazwie Club Atlético Malagueño.
W sezonie 1949/50 CD Málaga po raz pierwszy w historii awansowała do Primera División. W pierwszej lidze spędził łącznie 20 sezonów. Po zakończeniu sezonu 1991/92 klub został rozwiązany z powodu trudności finansowych. Jednak jego rezerwowy klub Club Atlético Malagueño nie zaprzestał swojej działalności. 19 grudnia 1993 roku Malagueño zmienił nazwę na Málaga Club de Fútbol S.A.D.

## Barwy klubowe, strój
| Biały | Niebiescy |

Klub ma barwy biało-niebieskie. Zawodnicy domowe spotkania zazwyczaj grali w biało-niebieskich pasiastych pionowo koszulkach, niebieskich spodenkach oraz niebieskich getrach

## Sukcesy

### Trofea międzynarodowe
Nie uczestniczył w rozgrywkach europejskich (stan na 31-05-2019).

### Trofea krajowe
| \| \| Zdobyte trofea w rozgrywkach Hiszpanii (stan na: 31-05-2019) \| |                                                              |      |                                                 |
| Rozgrywki                                                             | Osiągnięcie                                                  | Razy | Sezon(y)                                        |
| · Mistrzostwo                                                         | I miejsce                                                    | 0    |                                                 |
| · Mistrzostwo                                                         | II miejsce                                                   | 0    |                                                 |
| · Mistrzostwo                                                         | III miejsce                                                  | 0    |                                                 |
| · Mistrzostwo                                                         | 7.miejsce                                                    | 2    | 1971/72, 1973/74                                |
| · Puchar                                                              | zdobywca                                                     | 0    |                                                 |
| · Puchar                                                              | finalista                                                    | 0    |                                                 |
| · Puchar                                                              | półfinał                                                     | 1    | 1973                                            |
| II liga                                                               | I miejsce                                                    | 3    | 1951/52 (Grupo II), 1966/67 (Grupo II), 1987/88 |
| II liga                                                               | II miejsce                                                   | 5    | 1948/49, 1961/62, 1964/65, 1969/70, 1978/79.    |
| II liga                                                               | III miejsce                                                  | 4    | 1939/40, 1953/54, 1975/76, 1981/82              |
| Hiszpania                                                             | Zdobyte trofea w rozgrywkach Hiszpanii (stan na: 31-05-2019) |      |                                                 |

- Tercera División: (D3)
  - mistrz (1x): 1943/44, 1945/46, 1959/60

### Inne trofea
- Trofeo Costa del Sol:
  - zdobywca (3x): 1963, 1971, 1974
  - finalista (9x): 1962, 1964, 1970, 1972, 1973, 1975, 1976, 1977, 1980
- Trofeo Ciudad de Marbella:
  - zdobywca (6x): 1975, 1978, 1982, 1983, 1988, 1991
- Trofeo Los Cármenes:
  - zdobywca (3x): 1979, 1984, 1991
  - finalista (3x): 1974, 1978, 1989
- Trofeo del Olivo:
  - finalista (1x): 1982
- Trofeo de la Vendimia:
  - zdobywca (1x): 1965
  - finalista (1x): 1980
- Trofeo Ciudad de La Línea:
  - zdobywca (1x): 1976
- Trofeo Balompédica Linense:
  - zdobywca (1x): 1991

## Poszczególne sezony

### Rozgrywki międzynarodowe
Nie rozgrywał meczów międzynarodowych.

### Rozgrywki krajowe
| \| Hiszpania \| Bilans występów klubu w rozgrywkach piłkarskich Hiszpanii (Stan na 31 maja 2019 r.) \| \| |                                                                                     |        |       |   |   |   |    |    |     | |        |        |      |
| Poziom | Rozgrywki                                                                           | Sezony | Mecze | Z | R | P | B+ | B– | Pkt | Lata | Awanse | Spadki | Naj. |
| I | Primera División                                                                    | 20     |       |   |   |   |    |    |     | 1949–1951, 1952/53, 1954/55, 1962/63, 1965/66, 1967–1969, 1970–1975, 1976/77, 1979/80, 1982–1985, 1988–1990                                    | 0      | 11     | 7    |
| II | Segunda División                                                                    | 31     |       |   |   |   |    |    |     | 1934–1943, 1946–1949, 1951/52, 1953/54, 1955–1959, 1960–1962, 1963–1965, 1966/67, 1969/70, 1975/76, 1977–1979, 1980–1982, 1985–1988, 1990–1992 | 11     | 3      | 1    |
| III | Tercera División                                                                    | 9      |       |   |   |   |    |    |     | 1929–1934, 1943–1946, 1959/60 | 3      | 0      | 1    |
| | Puchar Hiszpanii                                                                    |        |       |   |   |   |    |    |     | 1934–1992 | 0      | 0      | 1/2  |
| Hiszpania                                                                                                 | Bilans występów klubu w rozgrywkach piłkarskich Hiszpanii (Stan na 31 maja 2019 r.) |        |       |   |   |   |    |    |     | |        |        |      |

## Piłkarze, trenerzy, prezydenci i właściciele klubu

### Trenerzy
- 1949–1951:  Ricardo Zamora
- 1964–1965:  Domènec Balmanya
- 1987–1988: // Ladislao Kubala

## Struktura klubu

### Stadion
Klub piłkarski rozgrywał swoje mecze domowe na Estadio La Rosaleda w Maladze, który może pomieścić 40 000 widzów.

## Kibice i rywalizacja z innymi klubami

### Rywalizacja
Największymi rywalami klubu są inne zespoły z miasta oraz okolic.

### Derby
- FC Malagueño